# Ciao! Manhattan
Ciao! Manhattan ist ein halb-dokumentarischer Film, der vom Leben und Verfall der Susan Superstar alias Edie Sedgwick erzählt, einer New Yorker Stil-Ikone der 1960er Jahre aus der Entourage von Andy Warhol. Das fragmentarische Biopic geriet ob des Drogentods der Hauptdarstellerin (1971) kurz nach Abschluss der Dreharbeiten zu einem filmischen Epitaph.

## Handlung
Der Film porträtiert die junge, offensichtlich heruntergekommene Susan Superstar (Sedgwick), die in Kalifornien in einem leeren, mit einem Zelt überdachten Swimmingpool haust und über ihr Leben sinniert. Filmplakate und großformatige Starporträts (unter anderem von Andy Warhol) an den Beckenwänden zeugen von ihrem früheren Leben als Star. In Rückblenden begleitet der Film die junge Frau durch ihr von Amphetaminen aufgeputschtes, ruhe- wie inhaltsloses Leben in Manhattan. Unterlegt von Tonbandinterviews wechseln sich farbige Spielszenen in Kalifornien, mit schwarzweißen Filmausschnitten ab, die Susans/Edies wildes Partyleben in der Factory von Andy Warhol zeigen; dabei plaudert sie in den farbig gedrehten Swimmingpool-Sequenzen, im Drogenrausch euphorisch delirierend, über Menschen, denen sie einst begegnete, wie beispielsweise Viva, Brigid Berlin oder Allen Ginsberg.
Der Film schildert den sukzessiven Zerfall von Sedgwicks Alter Ego Susan und somit auch den Selbstzerstörungsprozess der realen Edie als abgelegter, verlöschender Superstar aus dem Factory-Ensemble. Als Stimme aus dem Off macht Susan/Edie dabei unter anderem Warhol für ihren extremen Drogenkonsum verantwortlich.

## Hintergrund
Edie Sedgwick war ein „Partygirl“ aus wohlhabenden Haus, ein sogenanntes „Girl of the Year“ – eine Vorläuferin der heutigen It-Girls – das in den 1960er Jahren die Titelseiten zahlreicher Glamour- und Filmzeitschriften zierte. Sedgwick war psychisch labil und drogenabhängig. Nach kurzen Erfolgen als Modell und Muse in Begleitung des Pop Art Künstlers Andy Warhol endete ihre Karriere gegen Ende der 1960er in einer Odyssee durch Drogenentzugsanstalten und Nervenkliniken.
Im Frühjahr 1967 begannen die Regisseure  John Palmer und David Weisman mit den Dreharbeiten zu Ciao! Manhattan. Zum Filmteam gehörten noch weitere Protagonisten aus dem Umfeld der Warhol-Factory, wie Genevieve Charbin, Bob Margouleff, Gino Piserchio und Chuck Wein sowie zahlreiche, teilweise unkreditierte Darsteller in Nebenrollen. Gedacht war eine Art Dokumentation der New Yorker Jugend-Gegenkultur.
„Der Film war als ein Experiment gedacht, das sich schließlich in eine Odyssee verwandelte.“ sagte David Weisman rückblickend über das Werk. Die Produktion sollte sich als ebenso langwierig wie chaotisch erweisen: Edie Sedgwick war eigentlich nicht als Hauptfigur vorgesehen, der Film sollte ursprünglich von Susan Bottomly (International Velvet), dem aktuellen „Girl of the Year 1967“ handeln. Doch weil Bottomly zu diesem Zeitpunkt erst 17 Jahre alt, also noch nicht volljährig, war und ihr Vater keine Erlaubnis gab, wurde sie aus dem Skript gestrichen und nur der Name Susan beibehalten. Die Rolle wurde schließlich mit Edie Sedgwick besetzt, deren kurzlebige Modell- und Schauspielkarriere sich zu diesem Zeitpunkt bereits dem Ende zuneigte.
Die Dreharbeiten gerieten zwischen 1968 und 1969 immer wieder ins Stocken, zum einen, da die Hauptdarsteller unvermittelt und scheinbar spurlos vom Set verschwanden: die drogenabhängige Sedgwick hielt sich in ständig wechselnden Entzugs- und Nervenheilanstalten auf und Paul America saß wegen Drogenbesitz ein, zum anderen gab es immer wieder Probleme mit dem Budget, weil die Sponsoren des Films, Bob Margouleffs Eltern, das Vertrauen in das Filmprojekt (und ihren Sohn) verloren. So entstand größtenteils unzusammenhängendes Filmmaterial mit einem ebenso unvollständigen Plot. Palmer und Weisman erkannten, dass der Film ein ewiges Fragment bleiben würde, sahen darin aber einen gewissen Reiz, da er den instabilen Charakter der Protagonistin reflektiere.
Es gelang Weisman schließlich, Edie im Herbst 1970 im Cottage Hospital in Santa Barbara aufzutreiben. Mit der Erlaubnis ihres behandelnden Arztes Dr. Mercer willigte sie – obwohl deutlich vom Drogenkonsum geschwächt – ein. „She looked fantastic“ erinnerte sich Weisman. Allerdings hatte sich die Schauspielerin mittlerweile einer Brustvergrößerung unterzogen, die im Film erklärt werden musste, da die alten Schwarzweißaufnahmen aus New York eine schmalbrüstige, eher knabenhafte Edie zeigten und die Susan im Swimmingpool nun oben ohne mit vollen Brüsten agierte. Die Dreharbeiten fanden unter der ständigen Aufsicht von Edies Arzt statt, der die Dreharbeiten ebenfalls verzögerte. Einer der Höhepunkte des Films zeigt Susan/Edie, wie sich einer Schocktherapie unterzieht. „Es war eine komplett fiktionale Idee und Edie fühlte sich stark genug, diese Szene zu drehen. Doch Dr. Mercer war dagegen“ erinnerte sich John Palmer. Die Szene wurde dennoch gedreht und Edie verlieh dem Ganzen eine eindringliche Authentizität, indem sie ihre eigenen Erfahrungen einer solchen Behandlung einbrachte.
Die abschließenden Dreharbeiten im Swimmingpool fanden im Winter 1970 in Los Angeles statt. „Es war der kälteste Winter in Kalifornien seit langem, dennoch bestand Edie darauf, die meiste Zeit unbekleidet zu agieren, nur um ihre Brustimplantate zu zeigen,“ so Palmer. Edie stand die meiste Zeit unter dem Einfluss von Pentothal, einem starken Schlafmittel und konnte sich, wenn überhaupt, nur unzusammenhängend artikulieren. Für den Schlusssatz in ihrer letzten Filmrolle „Oh, God. That’s what I hate about California. They roll up the fucking sidewalks…“ brauchte sie Stunden.
Anfang 1971 ging der Film in die Postproduktion. Edie starb ein knappes Jahr nach dem Ende der Dreharbeiten an einer Überdosis Barbiturate. Der Film ist ihr gewidmet und endet mit Zeitungsmeldungen, die von ihrem Tod berichten.
In Deutschland wurde der Film im Februar 1972 bei den Internationalen Filmfestspielen in Berlin vorgestellt. In den USA kam der Film am 19. April 1973 in die Kinos, in Westdeutschland ein Jahr später, am 18. Juli 1974. In deutschen Kinos lief der Film zeitweise unter dem Alternativtitel Addio! Manhattan.

## Kritiken
- Roger Greenspun schrieb in der New York Times: „Am Ende ist Ciao! Manhattan eine grausame Ausbeutung, obwohl der Film Miss Sedgwicks Andenken gewidmet ist, ist er eine Demütigung.“[5]
- Variety: „Ciao! Manhattan ist Edie Sedgwicks verfilmter Schwanengesang – monoton und fast unverständlich.“[6]
- Jonas Mekas in The Village Voice: „Der Citizen Kane der Drogengeneration.“[7]
- Todd Konrad im Independent Film Quarterly Magazine: „Im Wesentlichen ein Beweis für den Aufstieg und Fall des naiven Geistes der 60er, entwickelte der Film eine grundlegende Resonanz, die heute weitaus mehr geschätzt wird, als bei seiner ersten Veröffentlichung.“[8]